# مصرف‌کننده
مصرف‌کننده (انگلیسی: Consumer) شخص یا سازمانی است که از خدمات یا کالاهای اقتصادی استفاده می‌کند.

## اقتصاد و بازاریابی
مصرف‌کننده کسی است که برای مصرف کالا یا خدمات تولید شده پول پرداخت می‌کند، از این رو مصرف‌کنندگان نقش اساسی در نظام اقتصادی ملتها دارند. تقاضای مصرف‌کنندگان یکی از عوامل اصلی انگیزشی تولیدکنندگان است. همچنین مصرف‌کنندگان بخشی از زنجیره توزیع محسوب می‌شوند.